# 디오나 퍼라조

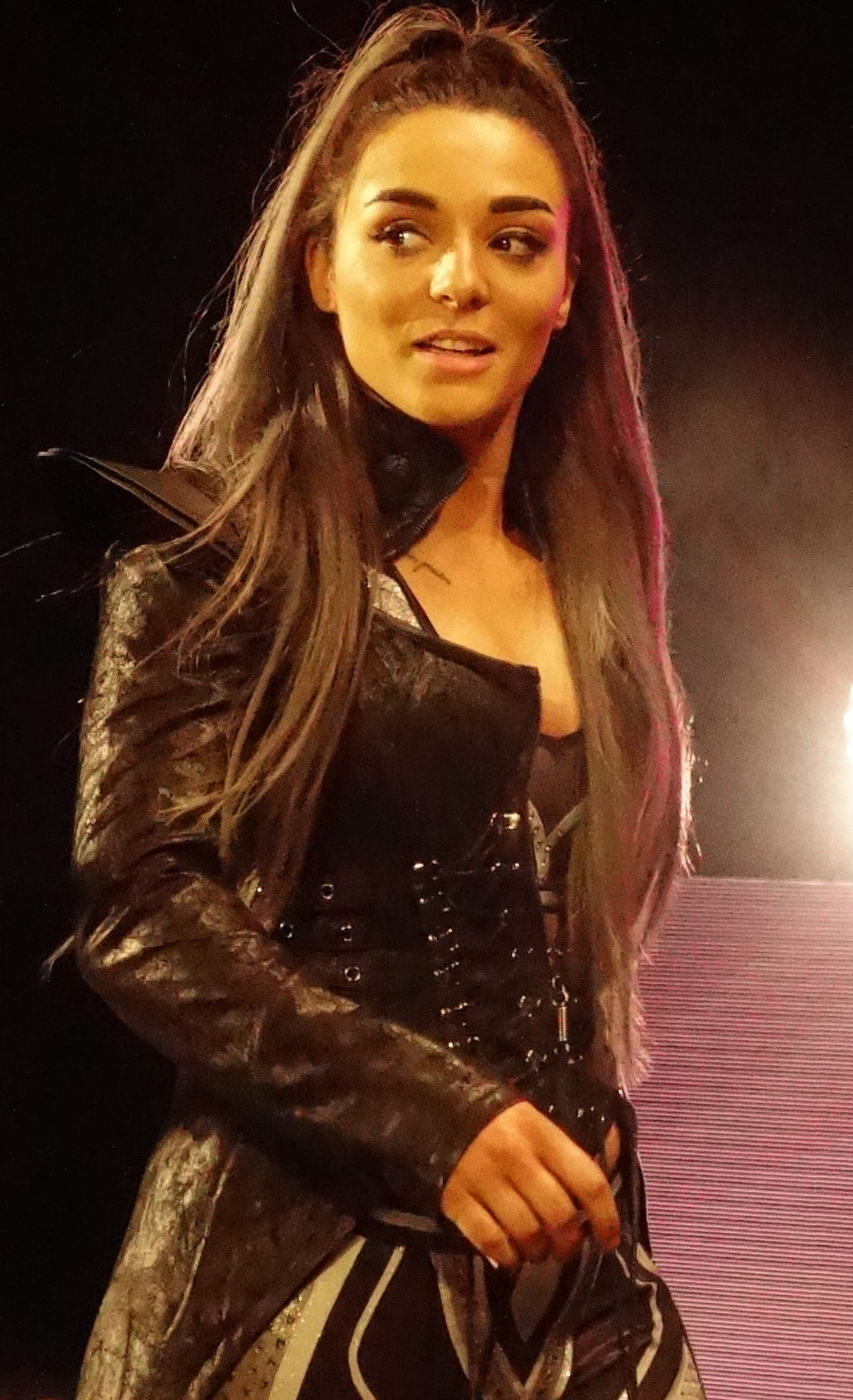
디오나 퍼라조 2019

디오나 퍼라조(Deonna Purrazzo, 1993년 6월 10일 ~ )는 미국 여자 프로레슬링선수다. 본명은 디오나 린 퍼라조(Deonna Lynn Purrazzo)라고 한다. 2013년 프로레슬링 입문으로 만 21세로 시작을 했다. 주로 피니쉬는 후지와라 암바, 코사 노스트라(패키지 파일드라이버), 퀸즈 갬빗(크래들 인버티드 벨리 투 백 매트 슬램), 비너스 델 밀로(더블 후지와라 암바)로 사용을 한다. 미국 뉴저지 리빙스턴에서 태어났다. 키는 161cm(5 ft 3 in)에다가 몸무게는 72kg(158 lb)나간다. 매우 건장한 체격인데 남자 프로레슬링선수도 다 상대를 할때가 있다. 진짜 근육질이 장난아니다.

## 여담
- 프로레슬링선수 입문하기전 치어리딩 활동과 메이크업 기술을 배웠다고 한다.
- 대미안 애덤스, 로버트 스톤의 제자다.
- 2020년 10월 23일에 보도된 소식에 따르면 여지껏 정식 계약을 맺지 못하고 회당 출연료만 받으며 활동했지만, 마침내 임팩트 레슬링과 정식으로 계약을 체결하였다.
- 여성 최초로 미국, 캐나다, 멕시코 메이저 단체 월드 챔피언을 한번씩 획득해본 선수다.
- 썬즈 오브 아나키의 팬이다.
- 서던 뉴햄프셔 대학교에서 졸업을 했다.

## Pofessional wrestling highlights
- Finishing moves
  - Cosa Nostra (Cradle piledriver) - 2020-present
  - Fujiwara armbar - 2020-present
  - Queen's Gambit (Cradle inverted belly-to-back mat slam) - 2013-2020
  - Venus de Milo (Double arm fujiwara armbar) - 2020-present
- Signature moves
  - Body slam
  - Brainbuster
  - Handspring ciothesline
  - Headbutt
  - Headscissors takedown into russian legsweep
  - High knee follow russian legsweep
  - Knee sirike
  - Pendulum (Arm leg trap snap suplex)
  - Running clothesline
  - Russian legsweep
  - STF (Stepover toehold facelock)
  - Three Amigos (Two rolling vertical suplex follow german suplex)
- Managers
  - Kimber Lee
  - Matthew Rehwoldt
  - Susan
- Nicknames
  - "Champ Champ"
  - "Iron-Woman of IMpact Wrestling"
  - "Virtuosa"
- Entrance themes
  - "Burn Out" by Stephan Sechi (Independent circuit/ROH; 2015-2018)
  - "Rattle (Radio Edit)" by Bingo Players (Independent circuit; 2013-2018)
  - "Fluent in Purrazzo" by CFO$ (WWE NXT; 2018-2020)
  - "The Virtuosa" by Matthew Koon (TNA/Impact Wrestling; 2020-2023)
  - "Throne of Gold" by Mikey Rukus (AEW; 2024-present)
  - "Antipathy" by Mikey Rukus (AEW; 2024-present used as a member of the The Vendetta)

## 수상
- DSW 월드 위민스웨이트 챔피언 (2회)
- DSW 월드 위민스 인터콘티넨탈 챔피언 (1회)
- ECWA 월드 위민스 챔피언 (3회)
- ECWA 월드 위민스 텔레비전웨이트 챔피언 (12회)
- ECWA 이열 엔드 어워즈 (4회)
  - 매치 오브 더 이열 (2016) - 카렌 큐 10월 22일
  - 모스트 파펼러 레슬러 (2016)
  - 모스트 쇼킹 모먼트 (2016)
  - 레슬러 오브 더 이열 (2016) - 포어 위닝 백 투 백 ECWA 위민스 슈퍼 에인 토너먼트
- 랭크드 넘버 25 오브 탑 30 프로레슬링 언더 30 인 2023
- GCW 월드 위민스웨이트 챔피언 (10회)
- GCW 월드 위민스 유나이티드 스테이츠웨이트 챔피언 (2회)
- 임팩트 레슬링 월드 넉아웃웨이트 챔피언 (5회)
- 임팩트 레슬링 월드 넉아웃 태그팀웨이트 챔피언 (1회) - 첼시 그린
- 홈커밍 킹 언드 퀸 토너먼트 (2021) - 매슈 리월트
- 임팩트 레슬링 이열 엔드 어워즈 (4회)
  - 넉아웃 오브 더 이열 (2020, 2021)
  - 레슬러 오브 더 이열 (2020)
  - 넉아웃 매치 오브 더 이열 (2021) vs 미키 제임스 엑트 바운드 포어 글로리 2021
- AAA 월드 레이너 오브 라이너즈웨이트 챔피언 (2회)
- AAA 월드 인터콘티넨탈 챔피언 (2회)
- 루차 리브드 월드컵 2023 위민스 디비전 - 조딘 그레이스 언드 카밀레
- MFPW 월드 걸스웨이트 챔피언 (2회)
- MFPW 월드 걸스 텔레비전웨이트 챔피언 (15회)
- NYWC 월드 인터콘티넨탈 챔피언 (3회)
- NYWC 스타럿웨이트 챔피언 (2회)
- 랭크드 넘버 3 오브 더 탑 150 피멜 레슬링 오브 더 이열 PWI 150 인 2021
- 랭크드 넘버 7 오브 더 탑 250 위민스 레슬링 인 더 PWI 위민스 250 인 2023
- ROH 월드 위민스 인터콘티넨탈웨이트 챔피언 (1회)
- ROH 월드 위민스웨이트 챔피언 (3회)
- ROH 이열 엔드 어워즈 (1회)
  - WOH 레슬러 오브 더 이열 (2017)